# Saint-Bonnot
Saint-Bonnot – miejscowość i gmina we Francji, w regionie Burgundia-Franche-Comté, w departamencie Nièvre. Nazwa miejscowości pochodzi od imienia św. Boneta.
Według danych na rok 1990 gminę zamieszkiwały 74 osoby, a gęstość zaludnienia wynosiła 5 osób/km² (wśród 2044 gmin Burgundii Saint-Bonnot plasuje się na 836. miejscu pod względem liczby ludności, natomiast pod względem powierzchni na miejscu 656.).